# San Giacomo delle Segnate
San Giacomo delle Segnate (San Iàcum dli Sgnàdi in dialetto basso mantovano) è un comune italiano di 1 499 abitanti della provincia di Mantova in Lombardia. Fu istituito nel 1922 in seguito a scorporo di una porzione del territorio comunale di Quistello. Dal febbraio 2014 e fino al 2018, con i comuni di Pieve di Coriano, Quingentole, Revere, San Giovanni del Dosso, Schivenoglia e Villa Poma, ha fatto parte dell'ormai soppressa Unione dei comuni Isola Mantovana.

## Origini del nome
Il nome di San Giacomo delle Segnate deriva forse dall'uso dei Longobardi di segnare gli alberi del territorio.

## Storia
Parte del territorio comunale fu ricompreso nei legati con cui Tebaldo di Canossa fondò l'abbazia di San Benedetto in Polirone, mentre la corte della Signada passò dal comitatus di Reggio e dal feudo canosdiano di Bondeno di Roncore sotto la giurisdizione della medesima abbazia e del castello di Quistello verso la metà del XIII secolo.
Nel 1494 Lucrezia Pico della Mirandola si stabilì nella corte delle Segnate insieme al marito Gherardo Felice Appiano d'Aragona, conte di Montagano, Casacalenda e Limosano.
Fino al 1707 le Segnate furono poi dominio dei Gonzaga.
A seguito della terza guerra d'indipendenza italiana e al plebiscito di Venezia, delle province venete e di quella di Mantova, nel 1866 San Giacomo delle Segnate entrò a far parte del Regno d'Italia, divenendo frazione del comune di Quistello. Emanata la legge del 10 agosto 1922, nel 1924 venne istituito il Comune di San Giacomo delle Segnate, con una popolazione di 3 162 abitanti, di cui 907 nel capoluogo e 2255 nei dintorni rurali.
San Giacomo delle Segnate è stato colpito dai terremoti dell'Emilia del 2012, con conseguenze pesanti sia a seguito del sisma del 20 maggio sia a seguito delle scosse del 29 maggio.

### Simboli
Lo stemma e il gonfalone sono stati concessi con DPR del 23 marzo 1954.
Nello stemma è raffigurato l'albero che, secondo una tradizione longobarda, veniva "segnato" con un marchio ed assumeva il ruolo di "custodia" dei confini agricoli. La quercia è piantata tra due corsi d'acqua e accostata dalle iniziali di san Benedetto da Norcia poiché furono i monaci dell'abbazia benedettina di Polirone i primi a intraprendere la bonifica delle aree paludose per renderle terreno coltivabile.
È in uso una forma aulica dello stemma — ricamata anche sul gonfalone municipale — con scudo a cartoccio, l'iscrizione SEGNATÆ centrata (cioè convessa verso l'alto) in cuore, le iniziali S e B sulla cornice e le spighe di grano legate da un nastro rosso.
Il gonfalone è un drappo di azzurro.

## Monumenti e luoghi d'interesse
- Chiesa di San Giacomo Apostolo, costruita nel XVIII secolo

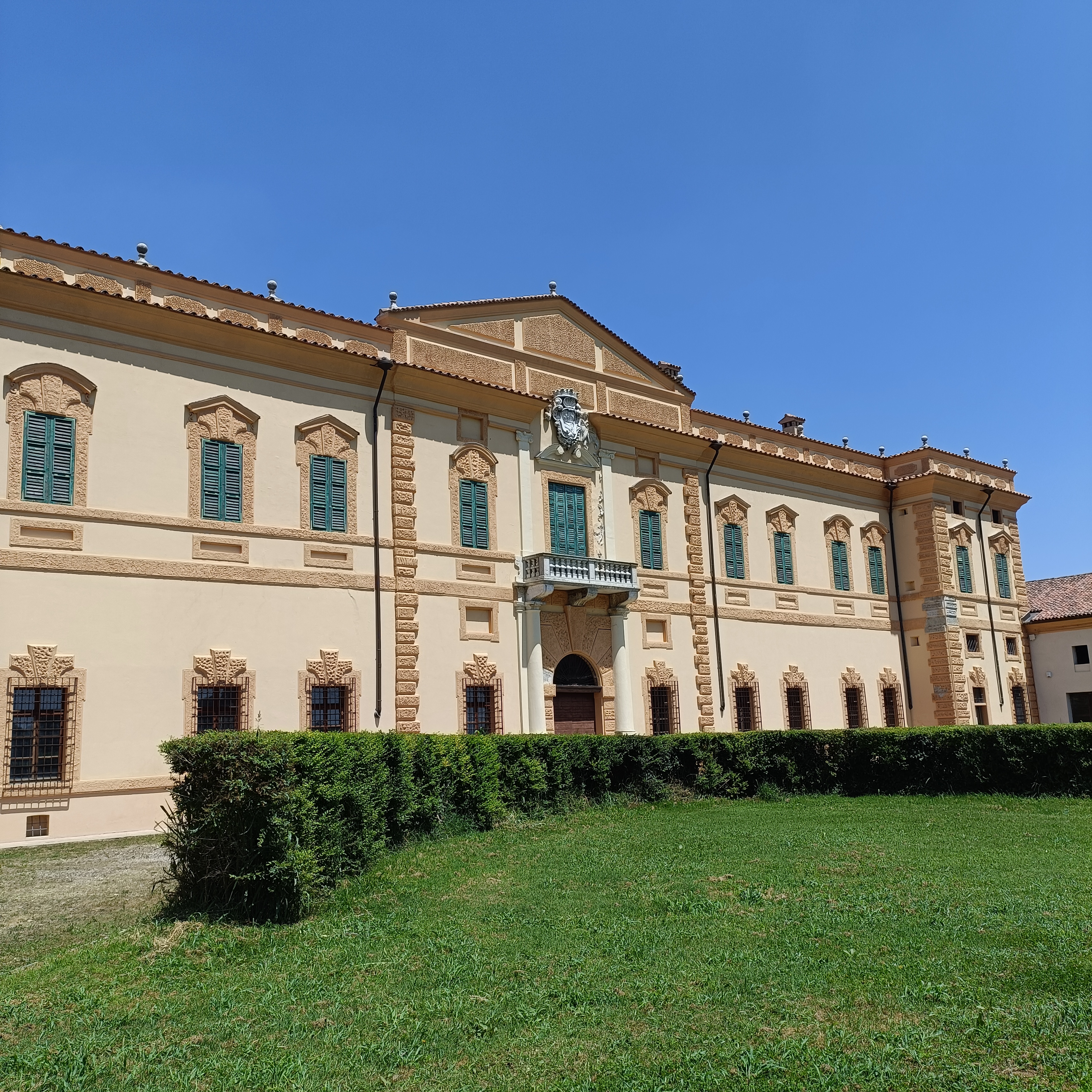
villa Arrigona dell'architetto Antonio Maria Viani

- Villa Arrigona. Nel comune di San Giacomo delle Segnate, a circa un chilometro dall'abitato, sulla strada per Poggio Rusco, realizzata tra il 1613 e il 1622. Nel contesto delle ville del contado mantovano l'Arrigona riveste rilevante importanza artistica e storica. Le rilevanti dimensioni del complesso architettonico, che comprende la seicentesca villa con i corpi di fabbrica, l'oratorio tardo barocco, il parco, il terreno coltivato, rendono ancora oggi l'idea della ricchezza e del fasto della nobile famiglia committente, gli Arrigoni. Il progetto della costruzione della villa, realizzata tra il 1613 e il 1622, è da ascrivere all'architetto Antonio Maria Viani, già prefetto delle fabbriche ducali gonzaghesche. Storicamente la tipologia strutturale della villa si differenzia sia dal palazzo di città sia dalla corte rurale. La villa si configura come una dimora signorile di campagna, abitata di norma stagionalmente, con i suoi fabbricati annessi e con il giardino o il parco.

A San Giacomo si trova anche la "Ca' di Pom", casa del pittore Vanni Viviani e due chiese, la parrocchiale in centro al paese e quella situata nella frazione di Malcantone.

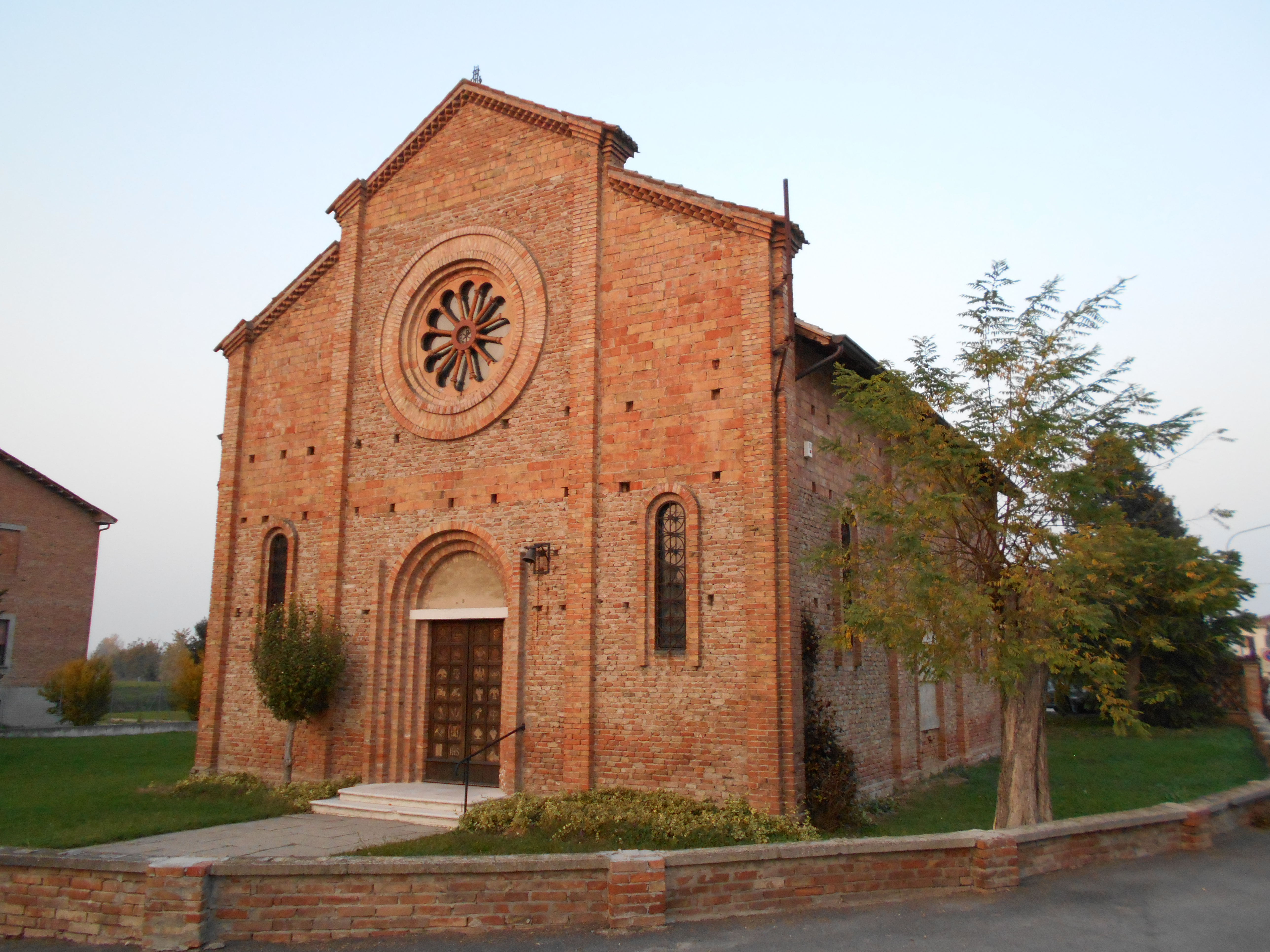
chiesetta nella frazione di Malcantone

## Società

### Evoluzione demografica
Abitanti censiti

## Amministrazione
| Periodo | Periodo   | Primo cittadino     | Partito      | Carica  | Note |
| ------- | --------- | ------------------- | ------------ | ------- | ---- |
| 1995    | 1999      | Maurizio Cappi      | Lista Civica | Sindaco |      |
| 1999    | 2004      | Adriana Chiodarelli | Lista Civica | Sindaco |      |
| 2004    | 2014      | Paolo Bocchi        | Lista Civica | Sindaco |      |
| 2014    | 2024      | Giuseppe Brandani   | Lista Civica | Sindaco |      |
| 2024    | in carica | Auro Codifava       | Lista Civica | Sindaco |      |